# ابن قبه رازی
ابو جعفر محمد بن عبدالرحمان بن قبه رازی معروف به ابن قبه (وفات قبل از ۳۱۹ ق) از متکلمان شیعه دوازده امامی دوران غیبت صغری است. به نوشته نجاشی وی در ابتدا معتزلی بود و سپس شیعه شد.
تألیفات عبارت است از:
1. الانصاف فی الامامة
2. المستثبت؛ نقض کتاب ابوالقاسم بلخی
3. الرد علی الزیدیة
4. الرد علی ابی علی الجبایی
5. المسالة المفردة فی الامامة.

هیچ‌یک از تألیفات وی مستقیماً در دست نیست، جز آنچه که در دیگر کتاب‌ها نقل شده‌است. سید حسین مدرسی طباطبایی سه اثر باقی مانده او را که در کتب کلامی نقل شده‌است در ضمیمه کتاب «مکتب در فرایند تکامل» آورده است.